# Аль-Гайят
Аль-Гайят (англ. al-Hayyat, араб. قرية الهيات) — поселення в Сирії, що складає невеличку друзьку общину в нохії Шакка, яка входить до складу однойменної мінтаки Шагба в південній сирійській мухафазі Ас-Сувейда.